# Sukoreno (Kaliwiro)
Sukoreno is een bestuurslaag in het regentschap Wonosobo van de provincie Midden-Java, Indonesië. Sukoreno telt 1667 inwoners (volkstelling 2010).